# Doliocarpus major
Doliocarpus major är en tvåhjärtbladig växtart som beskrevs av Johann Friedrich Gmelin. Doliocarpus major ingår i släktet Doliocarpus och familjen Dilleniaceae. Inga underarter finns listade i Catalogue of Life.